# Pavol Burdej
Pavol Burdej (* 6. října 1960) je bývalý slovenský fotbalista, útočník.

## Fotbalová kariéra
V lize hrál za Spartak Trnava. V československé lize nastoupil v 12 utkáních a dal 1 gól. Dále hrál i za Púchov.

## Ligová bilance
| Ročník                                   | Zápasy | Góly | Klub           |
| ---------------------------------------- | ------ | ---- | -------------- |
| 1. československá fotbalová liga 1985/86 | 11     | 1    | Spartak Trnava |
| 1. československá fotbalová liga 1986/87 | 1      | 0    | Spartak Trnava |
| CELKEM                                   | 12     | 1    |                |